# Fachmann für Immobiliardarlehensvermittlung
Fachmann für Immobiliardarlehensvermittlung (offiziell Geprüfte/-r Fachmann/-frau für Immobiliardarlehensvermittlung IHK) ist ein Ausbildungsstandard in der Immobilien- und Finanzdienstleistungsbranche.

## Berufsbild
Die Qualifikation zum Fachmann für Immobiliardarlehensvermittlung ist eine der Voraussetzungen zur Ausübung des Berufs Immobiliardarlehensvermittler nach § 34i GewO.

## Rechtliches
Der Paragraph 34i der Gewerbeordnung, der unter anderem auch die Sachkundeprüfung zum Fachmann für Immobiliardarlehensvermittlung regelt, ist am 21. März 2016 in Kraft getreten.

## Prüfung
Die Prüfung zum Fachmann für Immobiliardarlehensvermittlung (siehe auch Immobiliendarlehen) wird von den örtlichen Industrie- und Handelskammern (IHK) durchgeführt. Die Prüfung besteht aus einem schriftlichen- und einem praktischen Prüfungsteil.